# Мета фон Саліс
Барбара Маргарета «Мета» фон Саліс (1 березня 1855 — 15 березня 1929) — швейцарська феміністка й історикиня, а також постійна кореспондентка Фрідріха Ніцше.

## Життєпис
Мета фон Саліс народилася 1855 року в замку Маршлінс, що належав її родині, в кантоні Граубюнден. Її батьки: Урсула Маргарета і Улісс Адальберт фон Саліс, батько був натуралістом. Від 1863 до 1868 року вона навчалася в школі для дівчаток у Фрідріхсгафені (Німеччина), потім до 1871 року відвідувала школу для дівчаток у Роршасі (Швейцарія). Після закінчення школи фон Саліс працювала гувернанткою в багатьох забезпечених родинах Німеччини, Англії та Ірландії, перш ніж 1883 року вступити в університет Цюриха для вивчення історії та філософії. Мета фон Саліс здобула докторський ступінь за роботу про Агнеса де Пуатьє, таким чином ставши першою швейцарською жінкою зі вченим ступенем. Це досягнення не було настільки важливим для фон Саліс, вона це зробила швидше «заради інтересів жіночого питання».
По закінченні університету фон Саліс працювала позаштатним журналістом і публікувалася. 1886 році ліричним памфлетом «Die Zukunft der Frau» вона вперше привернула до себе увагу як захисниця прав жінок. Ще більше уваги привернула її стаття в ліберальній газеті «Züricher Post» від 1 січня 1887 року під назвою «Ketzerische Neujahrsgedanken einer Frau», в якій, вперше в історії німецькомовної частини Швейцарії, зажадала надання виборчого права жінкам.
1884 року в Цюриху Мета фон Саліс познайомилася з Фрідріхом Ніцше. Попри те, що Ніцше був байдужий до теми фемінізму і руху за права жінок, зустріч переросла в тривалу дружбу. Після їхньої першої зустрічі фон Саліс провела кілька тижнів у літньому будинку філософа в Зільс-ім-Енгадіні. Хоча вони були близькими друзями, фон Саліс була шокована припущенням, що вони мають вступити в шлюб.
1904 року Фон Саліс брали під варту за неповагу до суду. Приводом послужила спроба захистити двох жінок, звинувачених у розкраданні. Розчарувавшись у швейцарських демократичних процесах, Мета фон Саліс зі своєю подругою Гедвіг Кім переїхала на італійський острів Капрі. Після весілля Кім фон Саліс жила разом з подружжям у Базелі від 1910 року аж до смерті 1929 року. В останні роки Мета фон Саліс відійшла від теми фемінізму і зосередилася на темі німецького націоналізму й консервативній теорії рас.